# 天満菜
天満菜（てんまな）は、アブラナ科の野菜。非結球白菜の一種で、別名大阪しろな（おおさかしろな）。

## 名称
天満菜は、古くから大阪に根ざした庶民的な野菜で、栽培は江戸時代にさかのぼるといわれている。明治初年頃すでに、大阪市北区天満、天神橋付近で盛んに栽培されていたことから「天満菜」と呼ばれるに至ったと言われる。
明治の終わり頃にかけては、他の伝統野菜と同じように栽培地が東淀川から次第に南下するように広がっていった。後に、天満が大阪にあることから、一般に大阪しろなと呼ばれるようになった。現在では住吉区、東住吉区で栽培されている。
菜っぱのなかで、大阪の名を冠するのは大阪しろなだけである。単にしろな（菜）とも呼ぶ。
神戸から明石にかけては「ばんせいな」（晩生菜）で流通している。

## 特徴
天満菜は、茎葉を食べる葉菜類のツケナの一種である。アブラナ科に分類され、山東菜（さんとうな）と体菜（たーさい）、または白菜と体菜との交雑によって出来た品種だといわれている。
大阪の代表的な菜類で、夏場の野菜料理には欠かせない品種であった。大阪市周辺の畑で栽培が多く、春菊、三つ葉、ほうれんそう等と輪作され、都市農業の重要な多毛作栽培の重要な品目となっていった。
天満菜には、早生（わせ）、中生（なかて）、晩生（おくて）と三系統あり、現在では1年中栽培が可能となっている。狭義には早生および中生を天満菜と呼ぶことがある。年内収穫または春から夏にかけての栽培に適する。いわば大阪の夏の葉物野菜であった。
早生種は、葉色が淡緑、葉柄と葉脈は鮮明な白で、葉柄は平茎で葉脈の粗い丸葉を持つ。中生種には黄葉系と黒葉系があり、葉は倒卵系で葉脈は鮮明な白色で平軸である。
晩生種は、「晩白」（ばんしろ）とよばれ、耐寒性が強く、とう立ちが遅いことから2月から5月が出荷時期である。質は中程度となるが、栽培のしやすさは優れており、特に短期栽培に適している。早生や晩生などいろんな系統のしろなを年中、上手に使い分けることで大阪では常に新鮮な葉物野菜を摂取してきた。

## 利用
天満菜は、アクやクセが少なく、あっさりした食味が特徴で、サクサクと歯ざわりが良い
。
大正から昭和の初めにかけ、河内地区の郷土料理には「大阪しろなとサツマイモのおつけ」という味噌汁があった。冬の寒い時期に体を温める芋類と、ビタミン豊富な葉物の付け合わせである。また、油揚げと一緒に炊いた「しろなとあげさんのたいたん（炊いたん）」は大阪の代表的なお番菜（惣菜）である。大きな鍋にしろなと油揚げがたくさん入って、汁物とも煮物とも区別がつかないので「しろなとあげさんのおつい」とも呼ばれていた。
煮物としては、油揚げととおもに昆布と鰹節で取った出汁で炊く。この他に漬物、おひたし、からし和え、ごま和え、炒め物にと多種の調理ができる。
近年は関東生まれの小松菜の消費量が多くなっているが、今でも流通量の少ない夏場の緑黄野菜としてのみならず、年中いろいろな料理に広く消費されている。
特筆すべき栄養素としてビタミンK（100グラム当たり190μg）および葉酸（同150μg）が挙げられる。

## 復活と保存
昭和30年代（1955 - 1965年）頃、天満菜はいちど市場から消えている。理由については「ハクサイの人気に押されて需要が下がった」など諸説ある。
2005年、大阪市の制度として「大阪市なにわの伝統野菜」の認証が始まった。現在、大阪しろなを含む９種類の野菜が認証を受けている。これとは別に大阪府の制度としての「なにわの伝統野菜認証制度」が存在するが、大阪しろなはこちらの認証も受けている。
2012年9月、大阪府漬物事業協同組合が天満菜の50年ぶりの復活と特産化を目指し、石橋明吉（なにわの伝統野菜研究所主宰）から種子を譲り受け、大阪府立環境農林水産総合研究所（食とみどり技術センター）に種子の母本選抜を依頼した。2013年5月、種子の採取に成功し、2013年9月から天満菜を栽培し、漬物に加工して小売販売をしている
。
現在、天満菜の保存・復活を目的として「天満菜の会」が活動している。

## 文献
- 「なにわ大阪の伝統野菜」 なにわ特産物食文化研究会編著 2002.3出版
- 「大阪春秋」第111号 大阪しろなと漬物 鈴木照世著 2003.6出版
- 「大阪食文化大全」 浪花魚菜の会 笹井良隆編者 2010.11出版
- 「食料新聞」 2013年8月12日